# 교토쿠 에이
교토쿠 에이(일본어: 行德 瑛, 2004년 12월 17일~)는 일본의 축구 선수이다.

## 구단 경력
그는 2023년 J1리그의 나고야 그램퍼스에 입단했다. 2024년 7월 J3리그의 AC 나가노 파르세이루로 이적했다.